# 觀景山

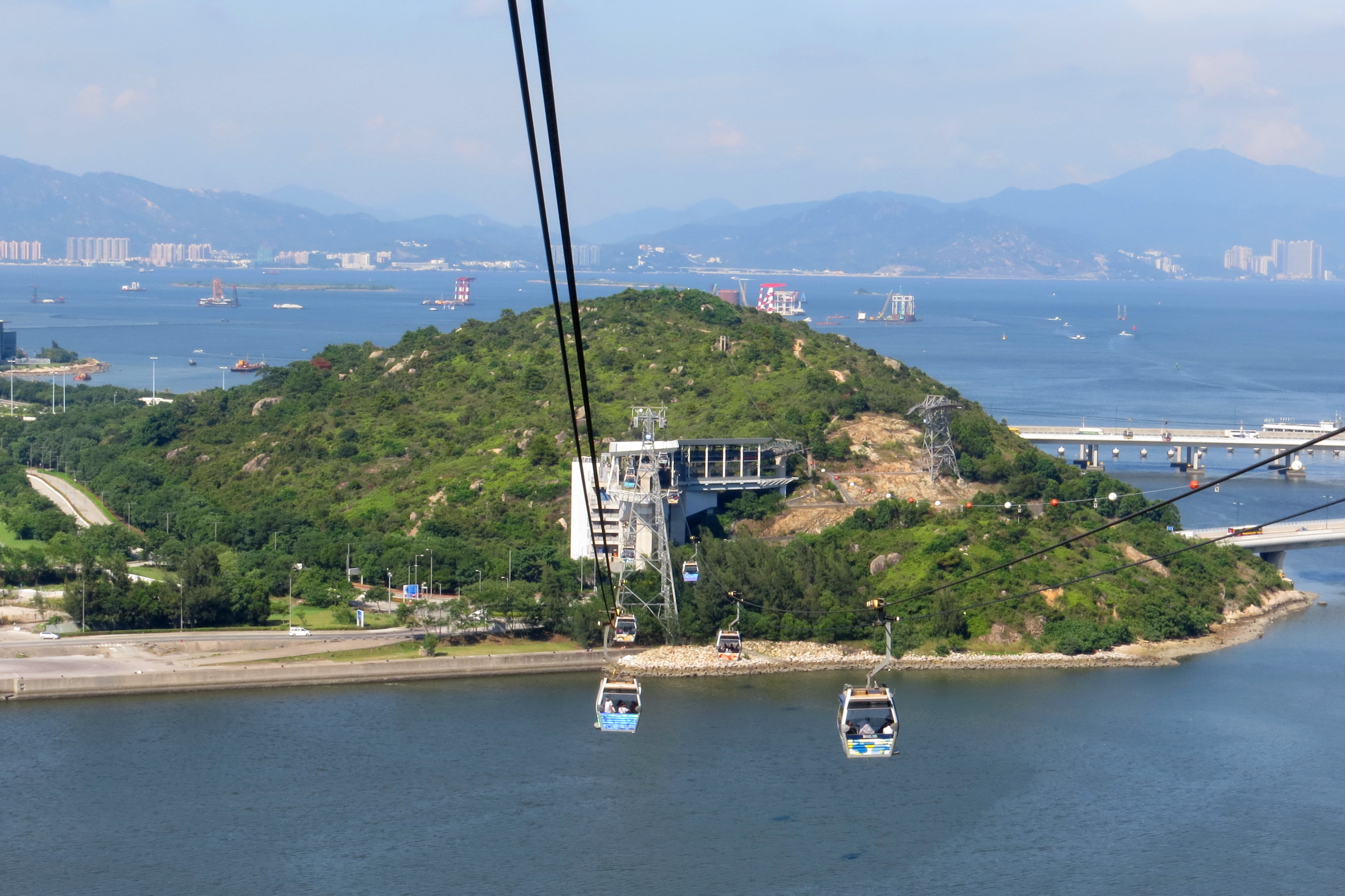
觀景山南面

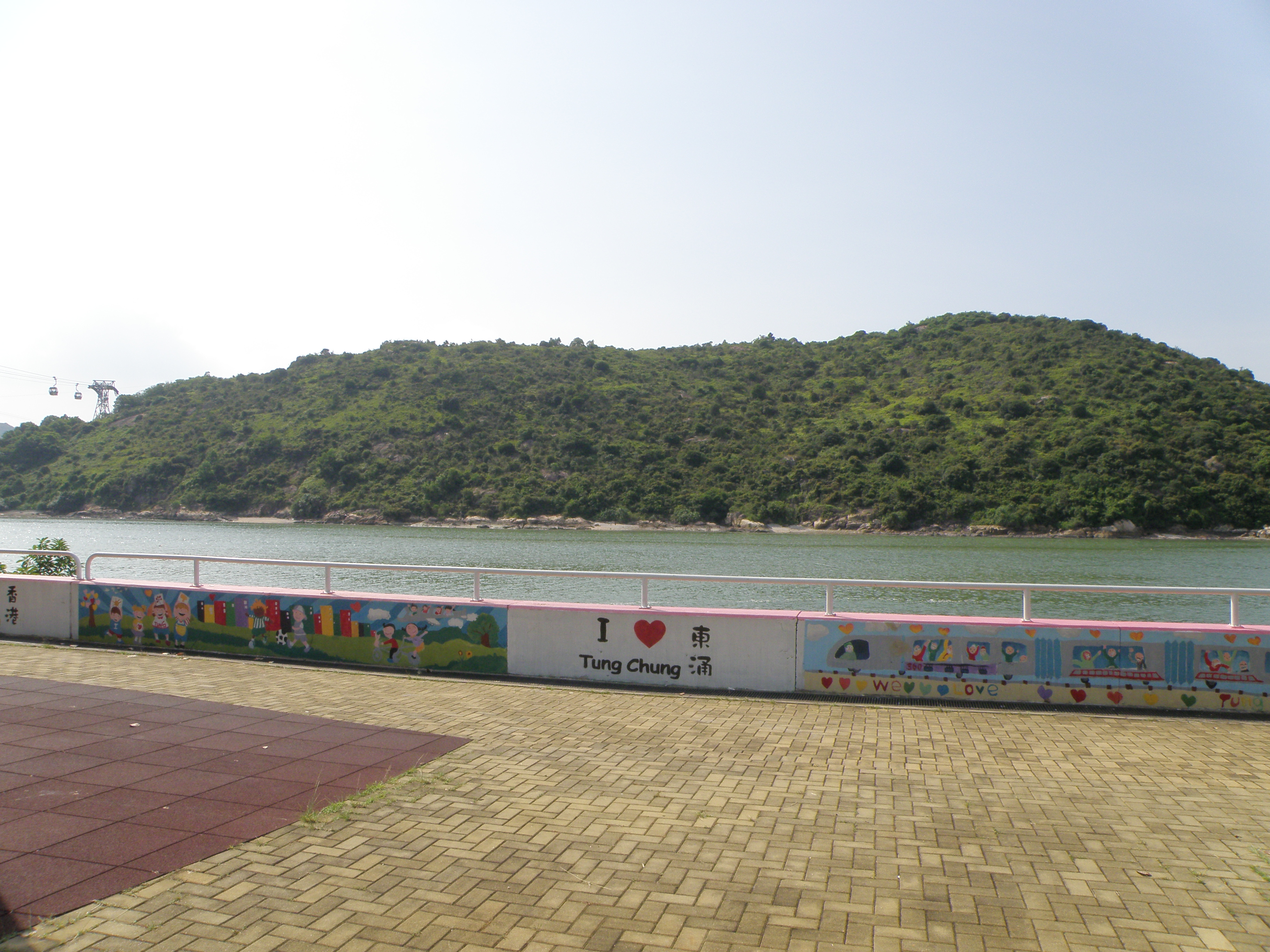
觀景山東面

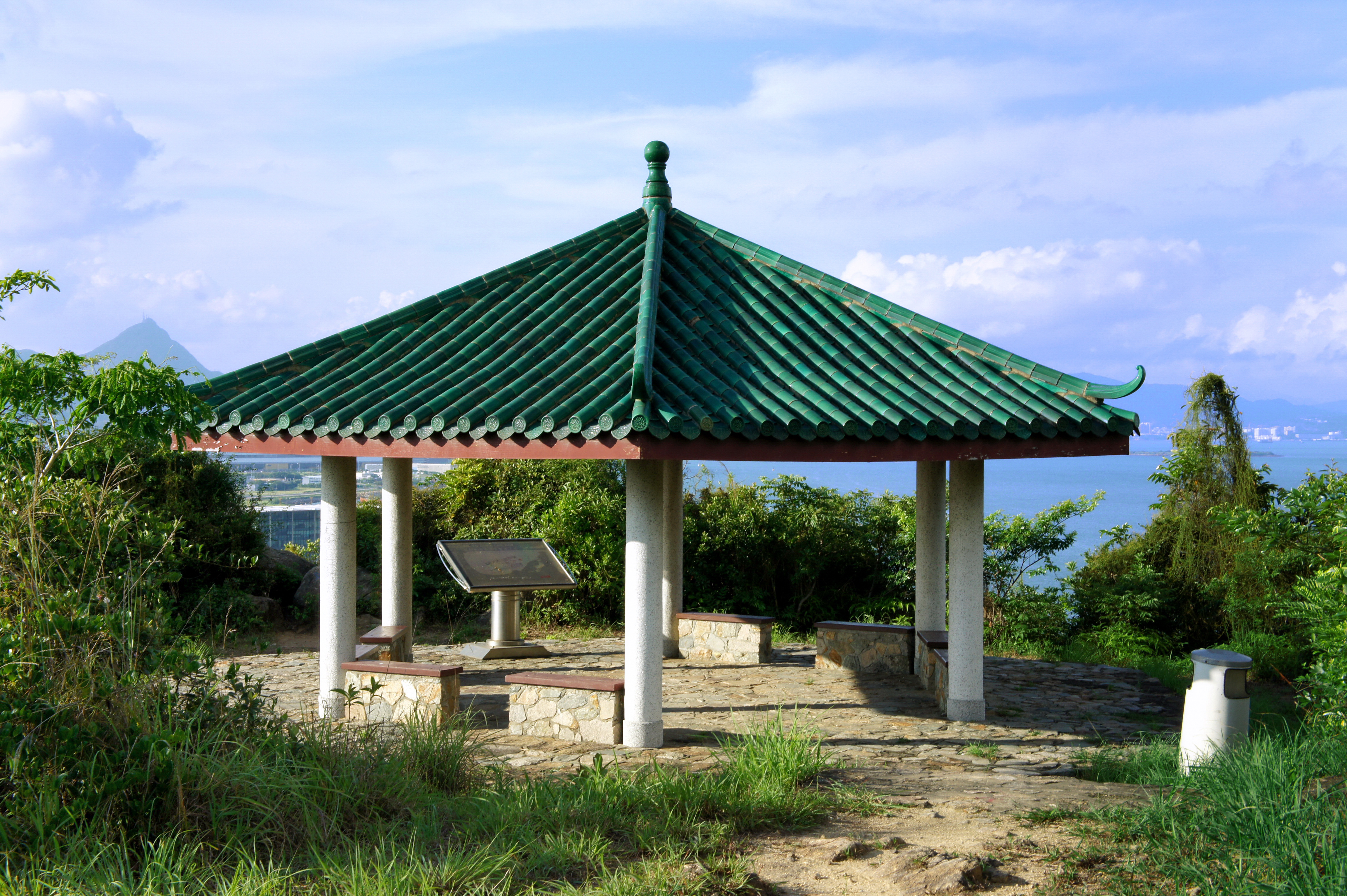
觀景山上的中式六角凉亭

觀景山（英語：Scenic Hill）是一個位於香港新界赤鱲角南端的山丘，高77米，其南端並有一個名為白沙咀的海角。該處原是一個三面環海的無名山丘，名氣遠遠不及北面的虎地灣大。
但在1990年代初，香港政府在赤鱲角興建新的香港國際機場，把島上大部分的地方夷平，除了該山和白沙咀。因此該山現時反而成為全島的最高點，在機場落成後被冠上「觀景山」之名。
觀景山山頂建有一座涼亭，能近觀平坦的機場和遠眺對岸的大嶼山東涌市及其背後的群山。正因如此，觀景山成為飛機愛好者和攝影師的拍攝熱點之一。觀景山山頂亦建有地政總署的二等三角測量站，編號236。
該山三面被道路包圍，北面是過路灣路，西面是觀景路，南面是赤鱲角南路，中間為於2018年10月24日通車的港珠澳大橋高架橋和觀景山隧道部分穿越。登山小徑入口則位於赤鱲角南路近觀景路的昂坪360機場島轉向站旁。沿梯級住上走片刻即到山頂。遊人遊覽完畢後需由原路折返車路。

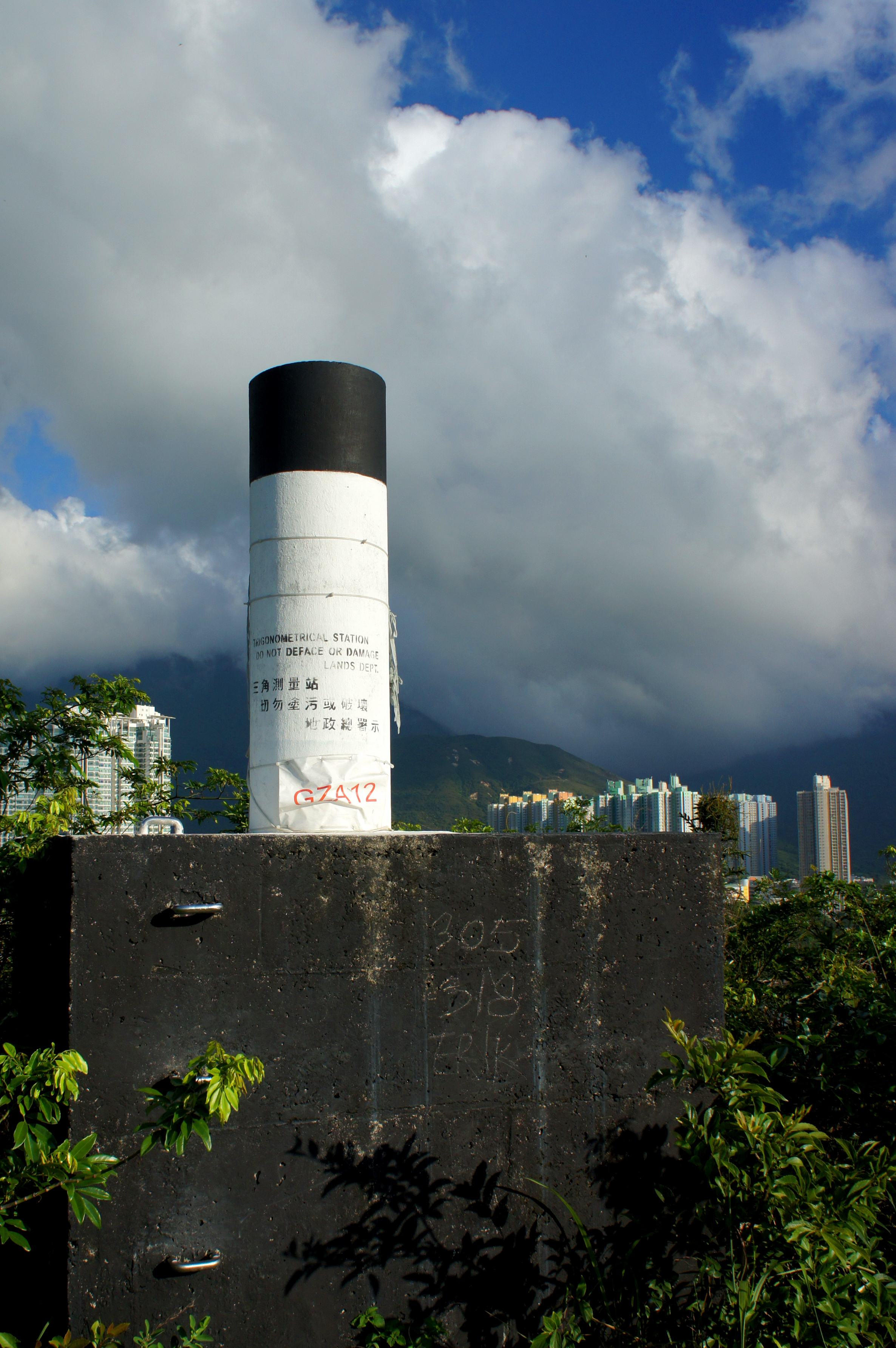
觀景山山頂的二等三角測量站，編號236
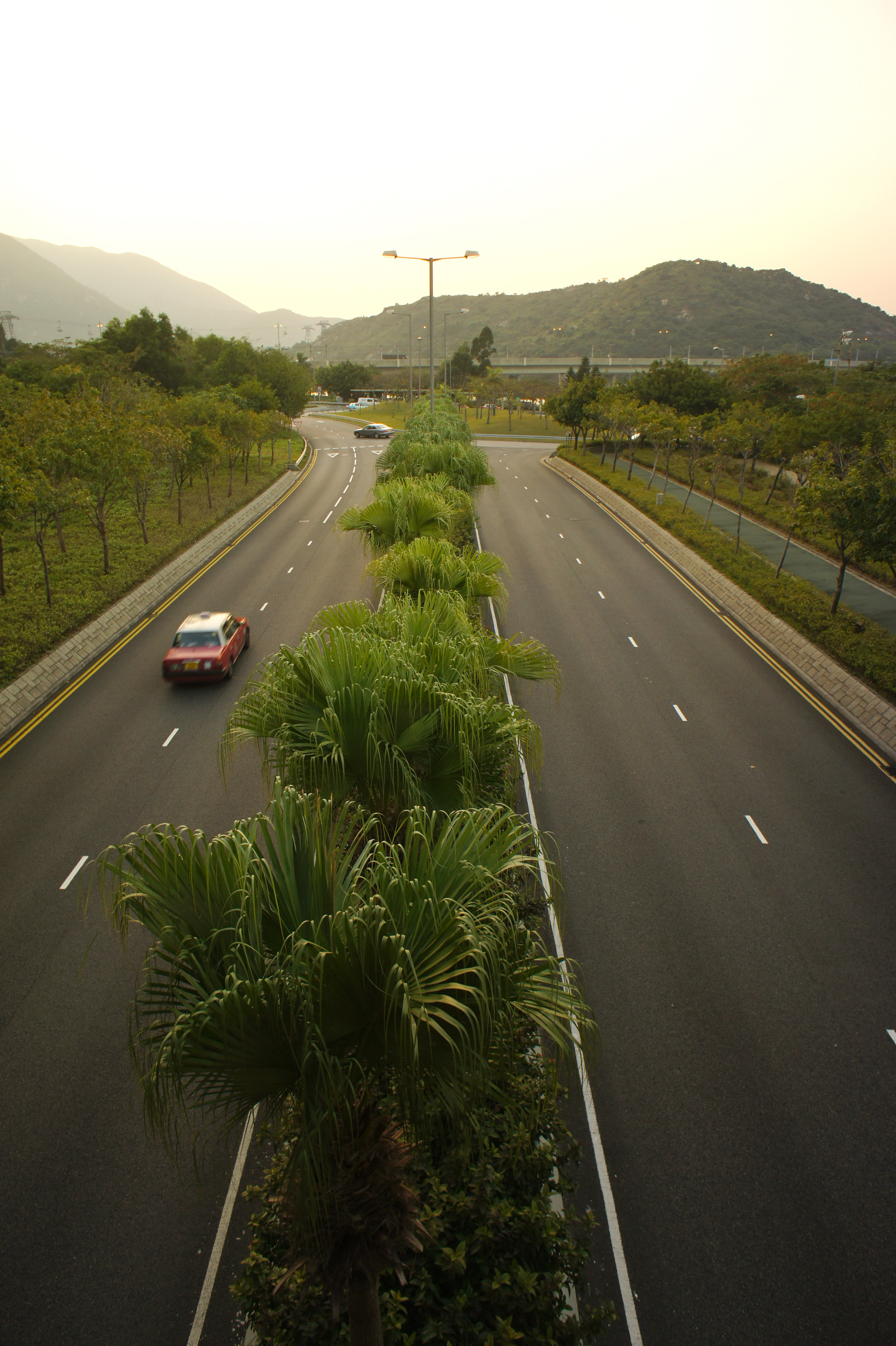
從東涌海濱路向西眺望位於右前方的觀景山
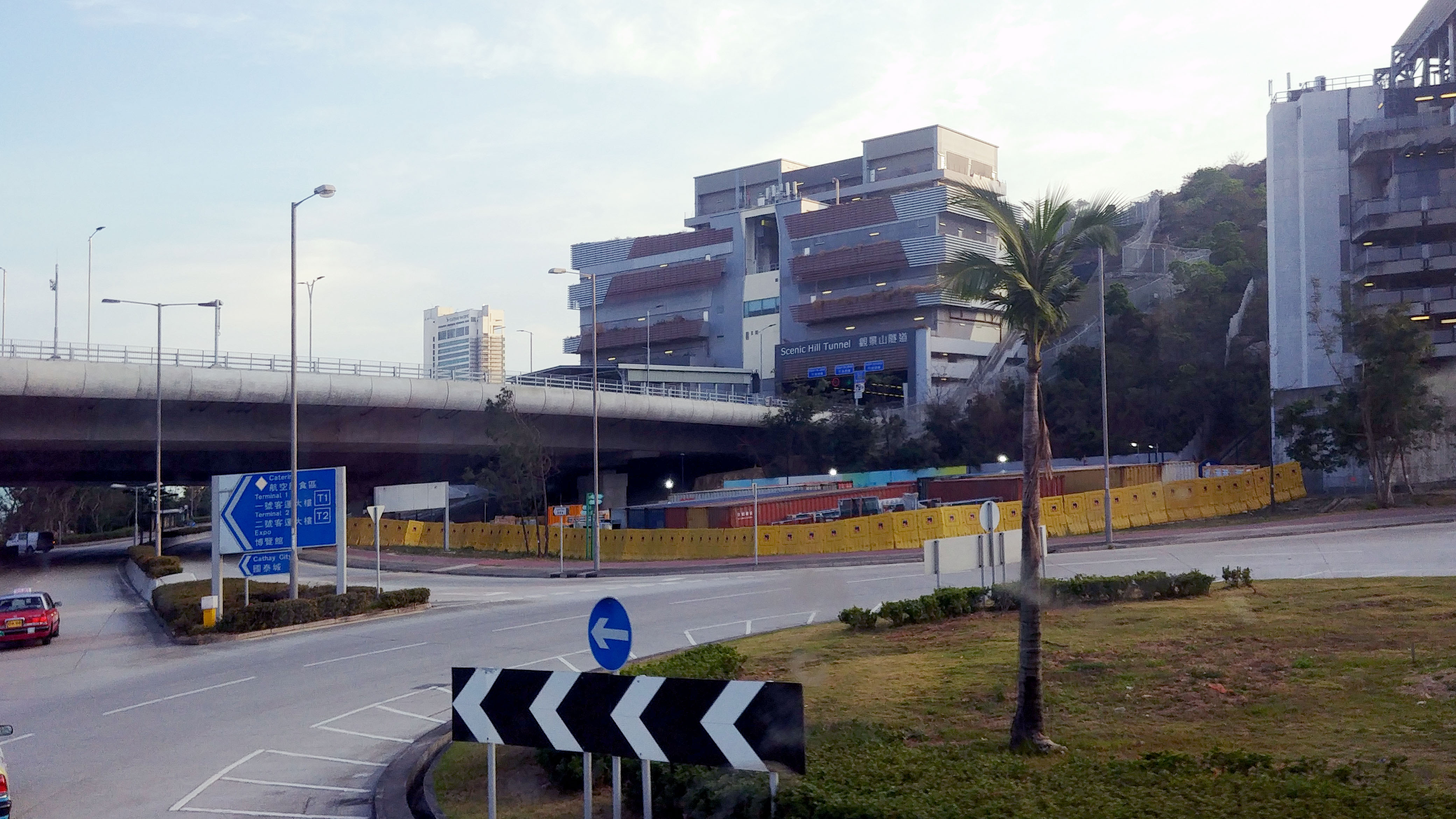
觀景山隧道西口